# Jasinta
Jasinta (nach Hyazinthe) ist ein weiblicher Vorname und kommt aus dem Niederländischen.
Eine Variation ist Jacinta, Jacinda oder Jacintha. Dieser Name kommt aus dem Spanischen und Portugiesischen, ist aber auch in den USA gebräuchlich.
Weitere Varianten sind Jacinthe (F), Jaxine, Hyacintha, Giacinta (I) sowie Jacek/Jacenty (POL) und Jacinto (P, ESP).

## Bekannte Namensträgerinnen
- Jacinda Ardern, Premierministerin von Neuseeland
- Jacinta Nandi, britische Autorin, Bloggerin und Kolumnistin
- Jacintha Weimar, niederländische Fußballspielerin